# Robert Rive
Pour les articles homonymes, voir Rive.
Robert Rive (puis Roberto Rive ; Breslau, 27 mars 1817 - Torre del Greco, 30 mars 1868) est un photographe français.

## Biographie
On connaît peu d'éléments biographiques sur Robert Rive, si ce n'est qu'il est né en Prusse d'un père français et qu'il a changé son prénom en Roberto en Italie. Il est actif à Naples dès 1850.

## Galerie

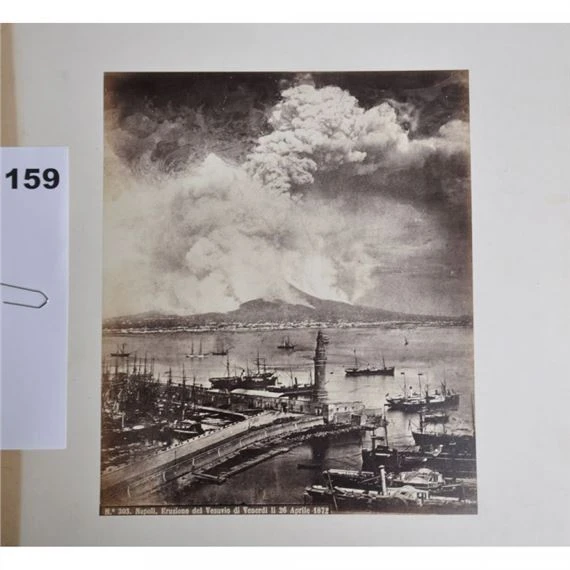
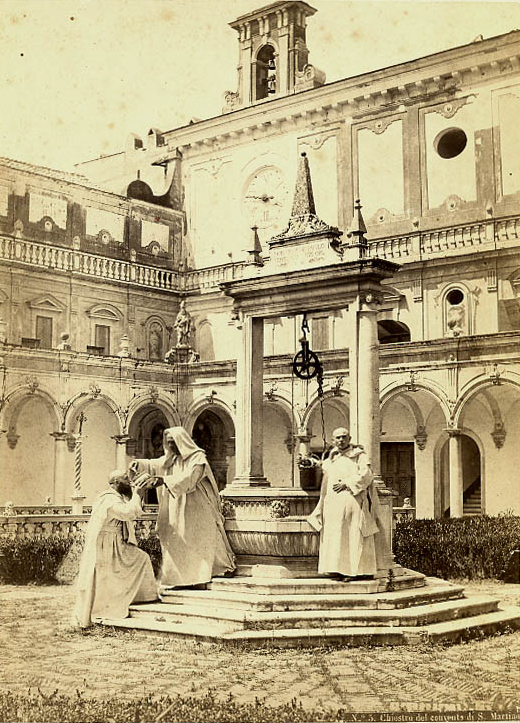
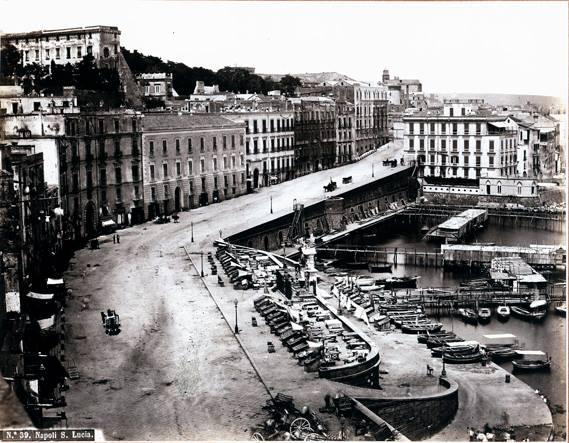
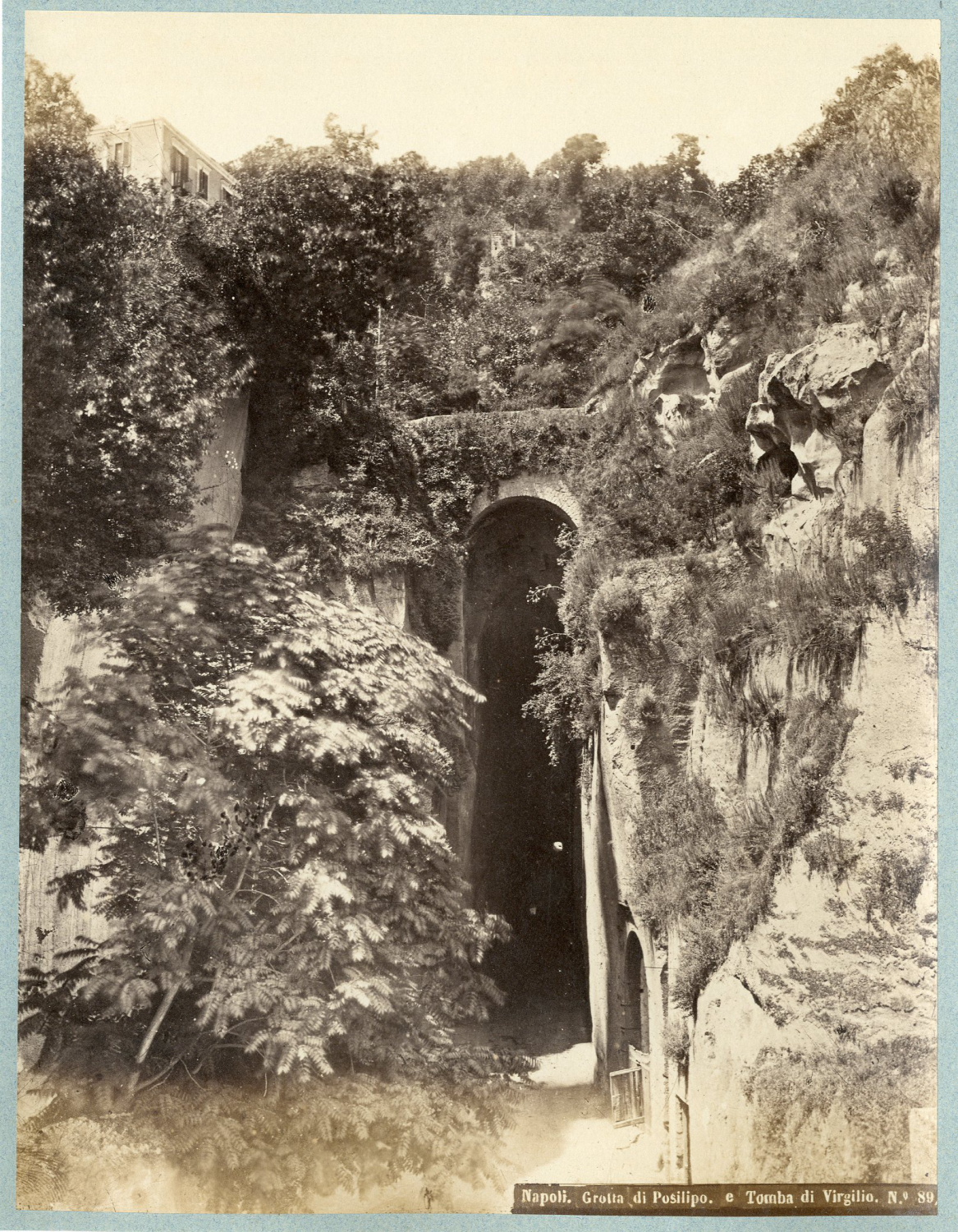

## Source et références
- (it) Cet article est partiellement ou en totalité issu de l’article de Wikipédia en italien intitulé « Robert Rive » (voir la liste des auteurs).